# Pratt & Whitney J57
Vous lisez un « bon article » labellisé en 2024.
Pour les articles homonymes, voir J57.

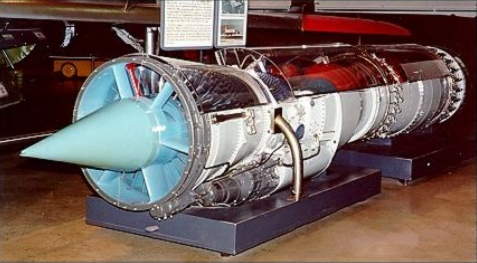
Un moteur Pratt & Whitney J57.

Le Pratt & Whitney J57 (désignation d'usine JT3C) est un turboréacteur conçu par la société américaine Pratt & Whitney, à l'origine pour motoriser le Boeing B-52 Stratofortress. Sa conception s'inscrit, peu après l'entrée en service d'une première génération de turboréacteurs, dans une volonté d'augmenter les performances et l'efficacité énergétique. Il est le premier réacteur au monde à dépasser les 10 000 livres (4 536 kg) de poussée et à utiliser une architecture comprenant deux arbres concentriques, tournant à des régimes différents et indépendamment, mécaniquement, l'un de l'autre. Il a été produit à environ 21 700 exemplaires de 1951 à 1965. Outre le B-52, il a équipé cinq représentants de la première génération de chasseurs supersoniques, dont le célèbre North American F-100 Super Sabre, les premières versions du ravitailleur Boeing KC-135 Stratotanker et, sur le marché civil, les premiers Boeing 707 et Douglas DC-8 produits.
Le J57 a donné naissance à toute une famille de moteurs. Le J52 est un moteur plus petit reprenant la même architecture et destiné principalement à l'aéronavale américaine. Le J75 est à l'inverse un moteur de taille supérieure. Le JT3D est un turboréacteur à double flux construit par modification du J57, et devient le moteur le plus utilisé sur la première génération des avions de ligne long-courriers à réaction (Boeing 707 et Douglas DC-8). Le JT8D, obtenu en appliquant des modifications similaires au J52, est adopté sur les avions plus petits (Boeing 727, Boeing 737, Douglas DC-9) et devient le réacteur civil le plus répandu dans les années 1960.
Le succès du J57 et de ses dérivés a fait de Pratt & Whitney le principal constructeur mondial de réacteurs d'avions.

## Historique

### Contexte
Au lendemain de la Seconde Guerre mondiale, Pratt & Whitney est solidement installé comme fournisseur incontournable de moteurs d'aviation en étoile, à refroidissement par air. Cette place a été acquise grâce au succès de la famille Wasp, développée à partir de la fin des années 20, dont les nombreuses déclinaisons motorisent des avions de toute catégorie, de modestes monomoteurs d'entraînement comme le Vultee BT-13 Valiant jusqu'à de prestigieux avions de ligne long-courriers comme le Boeing 377 Stratocruiser, mais aussi des hélicoptères et des dirigeables. En revanche, dans le domaine émergent des moteurs à base de turbines à gaz, turboréacteurs et turbopropulseurs, Pratt & Whitney est un acteur mineur. Les leaders de cette technologie sont Rolls-Royce, Metrovick, de Havilland ou Westighouse. La première expérience de Pratt & Whitney dans ce domaine est la production sous licence du Rolls-Royce Nene, réacteur à flux radial du Hawker Sea Hawk, sous le nom Pratt & Whitney J42. Alors qu'une première génération de turboréacteurs est déjà en service dans le monde militaire, les constructeurs cherchent à améliorer aussi bien l'efficacité énergétique que le rapport poussée/masse des nouveaux réacteurs. Les tout premiers turboréacteurs (et turbopropulseurs) utilisent des compresseurs centrifuges, dont la conception a assez largement hérité des compresseurs utilisés pour la suralimentation des moteurs à piston. Rapidement, les compresseurs axiaux, déjà utilisés par le BMW 003 pendant la guerre, s'imposent comme meilleure solution, sauf pour des moteurs de puissance modeste (qui peuvent encore, au 21e siècle, faire appel à des compresseurs centrifuges).

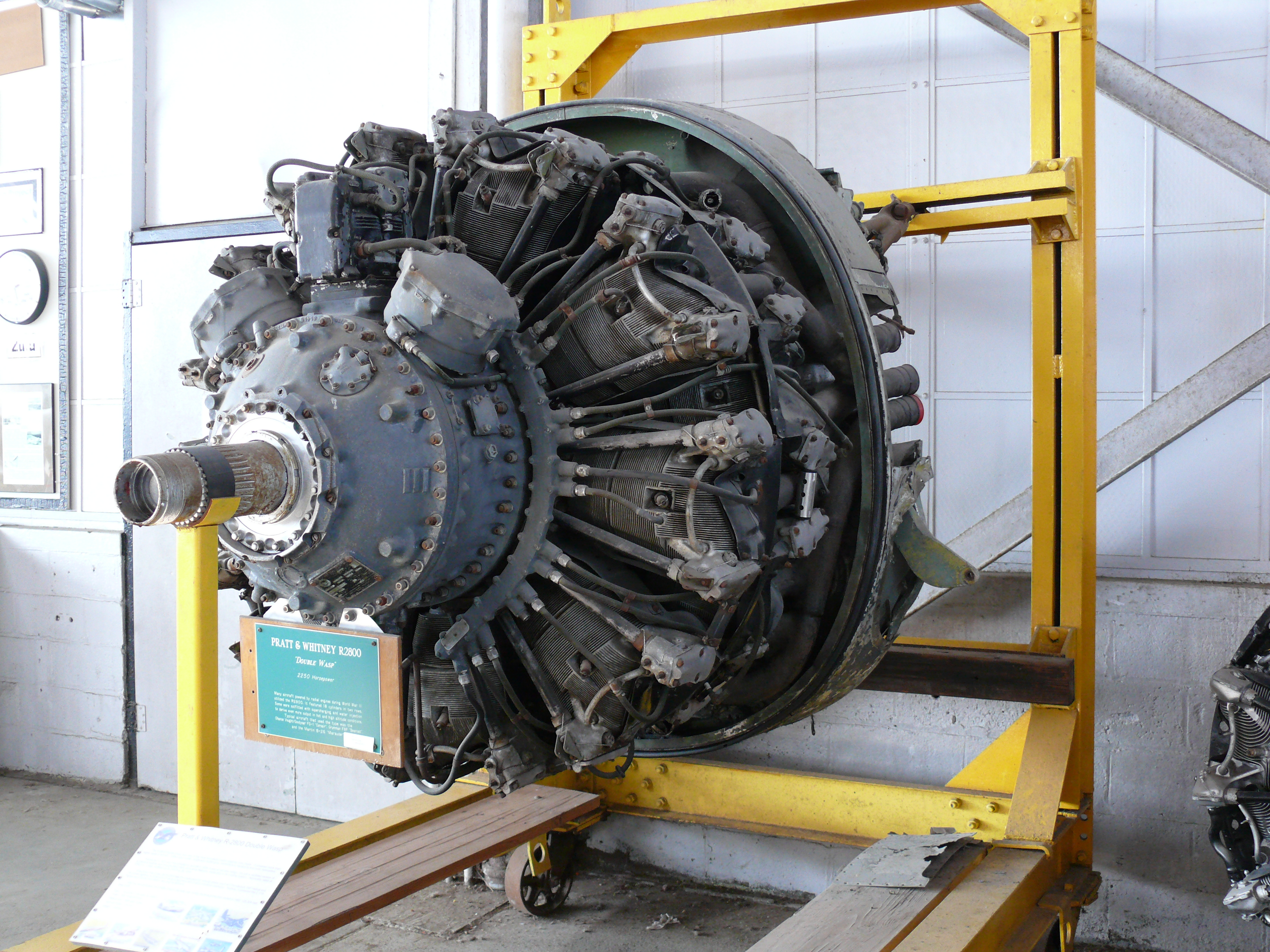
Pratt & Whitney Double Wasp.
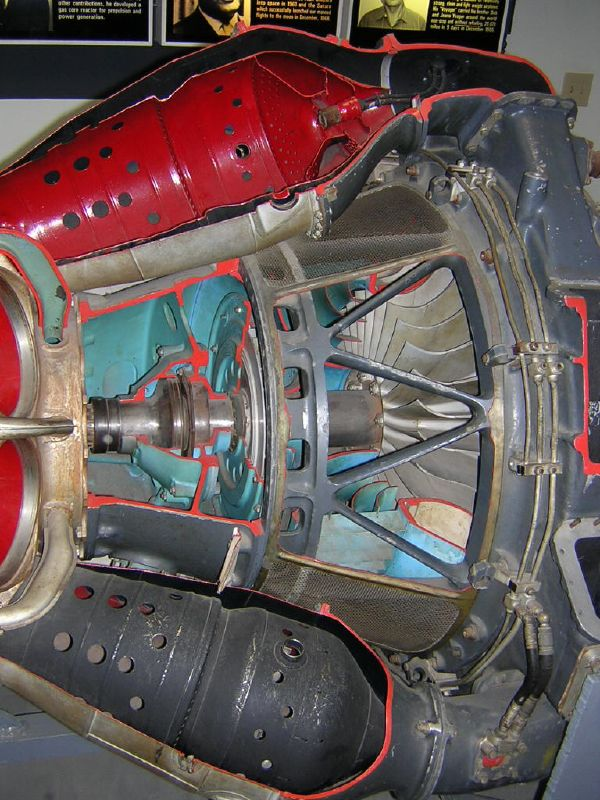
Réacteur à flux centrifuge (Rolls-Royce Nene).
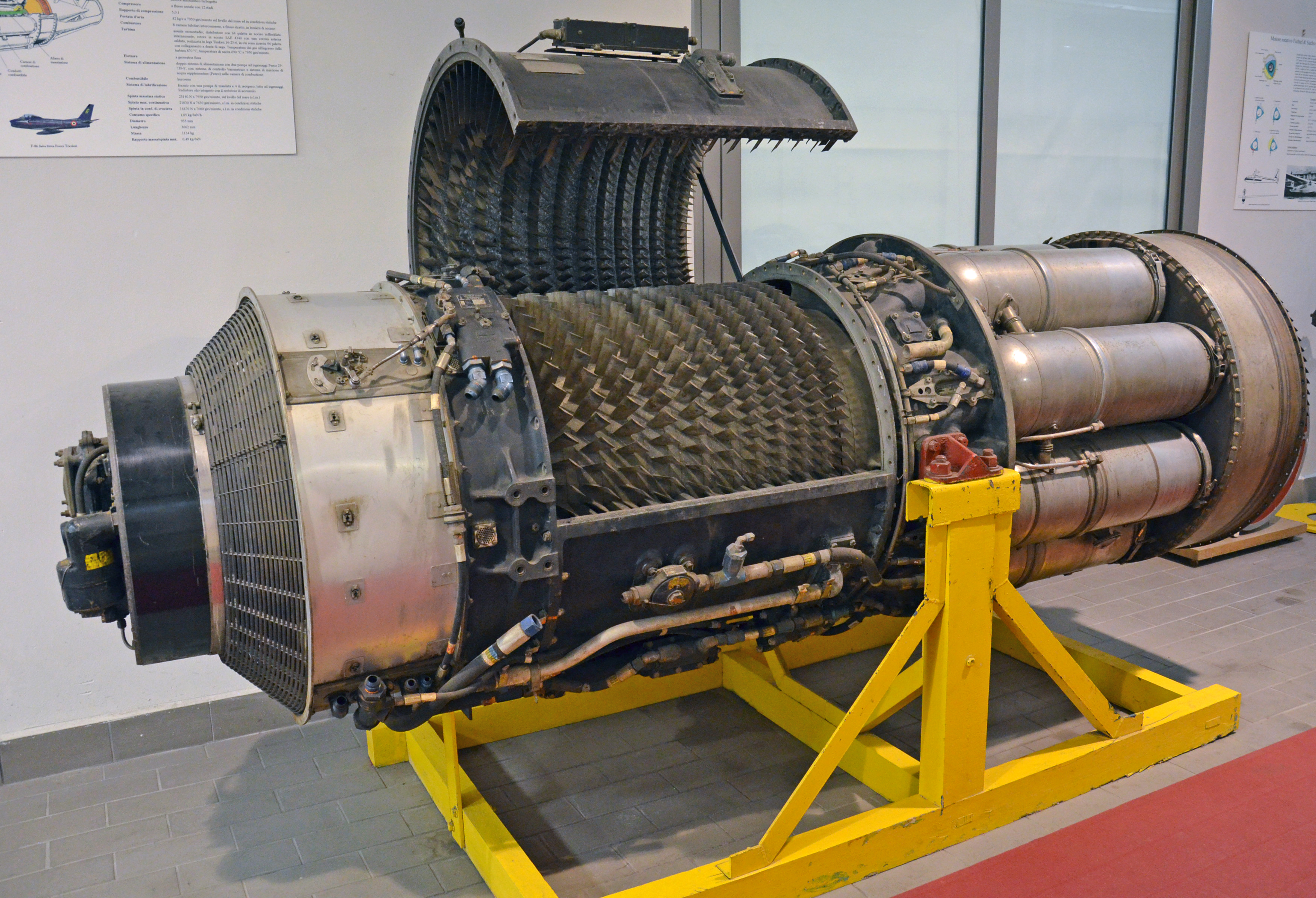
Réacteur à compresseur axial General Electric J47.

### Augmenter le taux de compression
Pour améliorer les performances des réacteurs, un préalable est d'augmenter le taux de compression, c'est-à-dire le facteur par lequel la pression de l'air est multipliée entre l'admission et la chambre de combustion. Sur les réacteurs de l'immédiat après-guerre, le taux de compression est modeste, par exemple il est de 5:1 sur le Allison J35, moteur testé en vol à partir de 1946. Augmenter le taux de compression pose cependant des problèmes de stabilité du moteur. Un taux de compression élevé se traduit par une réduction importante de la section du conduit d'air. Cela ne pose pas de problème lorsque le moteur fonctionne à plein régime, mais, à régime réduit, la circulation de l'air devient insuffisante, ce qui se traduit par un décrochage des pales de compresseur, et une chute de la puissance du moteur. Ce phénomène est appelé pompage. Ces problèmes concernent aussi bien les turboréacteurs que les turbopropulseurs.
Trois solutions sont identifiées pour résoudre ce problème :
1. placer entre les étages du compresseur des vannes de décharge qui permettent, lorsque le moteur ne tourne pas à plein régime, d'évacuer l'excédent d'air vers l'extérieur du moteur ;
2. disposer sur les premiers étages du compresseur une incidence variable des pales (du stator), ce qui permet d'ajuster le taux de compression selon le régime moteur ;
3. séparer les compresseurs en deux groupes, basse et haute pression, qui tournent à des régimes différents.

La première solution est retenue par Armstrong Siddeley sur son Sapphire et par Rolls Royce sur le Avon, deux moteurs dont les taux de compression sont de 6,5 et 7,5 respectivement,. La deuxième est choisie par General Electric pour son J79. La troisième solution, celle d'un moteur à double corps, est choisie par Pratt & Whitney pour le J57, ainsi que, parallèlement, par Bristol pour le Olympus. Cette solution est aussi adoptée chez les Soviétiques, avec le Toumanski R-11 et les moteurs suivants.
Sapphire, Olympus, J57, J79 et Avon sont tous des moteurs de la classe 50 kN, qui ont marqué l'histoire de l'aviation dans les années 1950, en équipant les premiers chasseurs supersoniques, les premiers bombardiers stratégiques à réaction, et les premiers avions de ligne long-courrier à réaction.

### L'architecture à double corps

Principe d'un turboréacteur à double corps, simple flux, comme le J57.

Dans cette approche, qui s'est ensuite généralisée, le moteur possède deux arbres coaxiaux, qui ne sont pas reliés mécaniquement, si bien que leur vitesse de rotation varie indépendamment. Le corps basse pression est formé par la première partie du compresseur et la deuxième partie des turbines, reliées par l'arbre intérieur. Le corps haute pression comprend les étages suivants du compresseur et la première partie des turbines, reliés par l'arbre extérieur et tournent à un régime plus élevé. L'architecture à double corps a été testée sur un turbopropulseur, dès 1945 : le Rolls-Royce RB.39 Clyde.

### Début du développement
Le développement du J57 a en fait commencé en tant que turbopropulseur. Il est lié au programme mené sur commande de l'USAF pour développer un bombardier à capacité intercontinentale. En septembre 1947, Boeing présente à l'USAF son projet 464-29 : il s'agit d'un bombardier à aile en flèche, doté de quatre très puissants turbopropulseurs, relativement comparable au Tupolev Tu-95. Ce concept succède au projet 462 à aile droite proposé l'année précédente. Candidat à la motorisation de cet appareil, Pratt & Whitney commence alors à travailler sur un projet de turbopropulseur désigné en interne PT4 et fournissant environ 10 000 CV, soit plus du double de la puissance du T34 (désignation interne PT2) qui est déjà en développement. Pour pouvoir augmenter le taux de compression du PT4 (une valeur de 8:1 est visée), les ingénieurs choisissent le concept de turbine à deux arbres. Aucun prototype de PT4 n'est réalisé, mais des éléments sont fabriqués et testés.

### Réorientation du projet: JT3-8
À partir de la mi-47, Pratt & Whitney travaille, en parallèle avec le PT4, sur un turboréacteur de la classe 10 000 livres reprenant le même principe des deux arbres concentriques. Désigné JT3-8, ce moteur est, dans les grandes lignes, le turbopropulseur PT4 débarrassé du dernier étage de la turbine et du réducteur de l'hélice. Du côté de l'US Air Force, le projet de bombardier stratégique à hélices apparait rapidement comme obsolète. En octobre 1948, un nouvel avion est dessiné chez Boeing. Il possède une aile en plus forte flèche, et huit réacteurs, il est très proche du Boeing B-52 Stratofortress qui sera finalement réalisé. Le moteur pressenti pour cet appareil est le Westinghouse J40, mais Pratt & Whitney veut se positionner comme concurrent et le JT3-8 devient la priorité, tandis que le PT4 est abandonné. Le prototype, désigné X-176, est testé au banc en juin 1949. Il est encore assez différent de la version finale du J57, son taux de compression est de 8:1. C'est le premier turboréacteur à double corps testé au banc,. Ce prototype de transition est exposé au National Air and Space Museum.

### Augmentation du taux de compression: JT3-10
L'étape de développement suivante est le JT3-10, dont le taux de compression est porté à 12:1, grâce à l'ajout de deux étages au compresseur basse pression. Cette version occupe les ingénieurs de Pratt & Whitney à partir de 1948, mais elle est mise de côté au profit du « Wasp Waist » (« taille de guêpe »), qui tourne au banc avant elle.

### Modification de la géométrie; JT3 «Wasp Waist»
Une nouvelle modification majeure de la conception du moteur intervient avec le choix d'une configuration « taille de guêpe » : le diamètre intérieur des compresseurs est constant au fil des étages, tandis que le diamètre extérieur diminue. Sur les JT3-8 et -10, la réduction de la section était obtenue, à l'inverse, en augmentant le diamètre intérieur, comme sur d'autres moteurs contemporains (J79, Avon…). Ce nouveau choix, inspiré par Richard Söderberg, permet une importante économie de masse et donne au moteur une silhouette caractéristique, affinée en son milieu, quand les versions précédentes étaient à peu près cylindriques. Les travaux sur cette version, celle qui devient le J57 de série, commencent début 1949.

### Succès technique

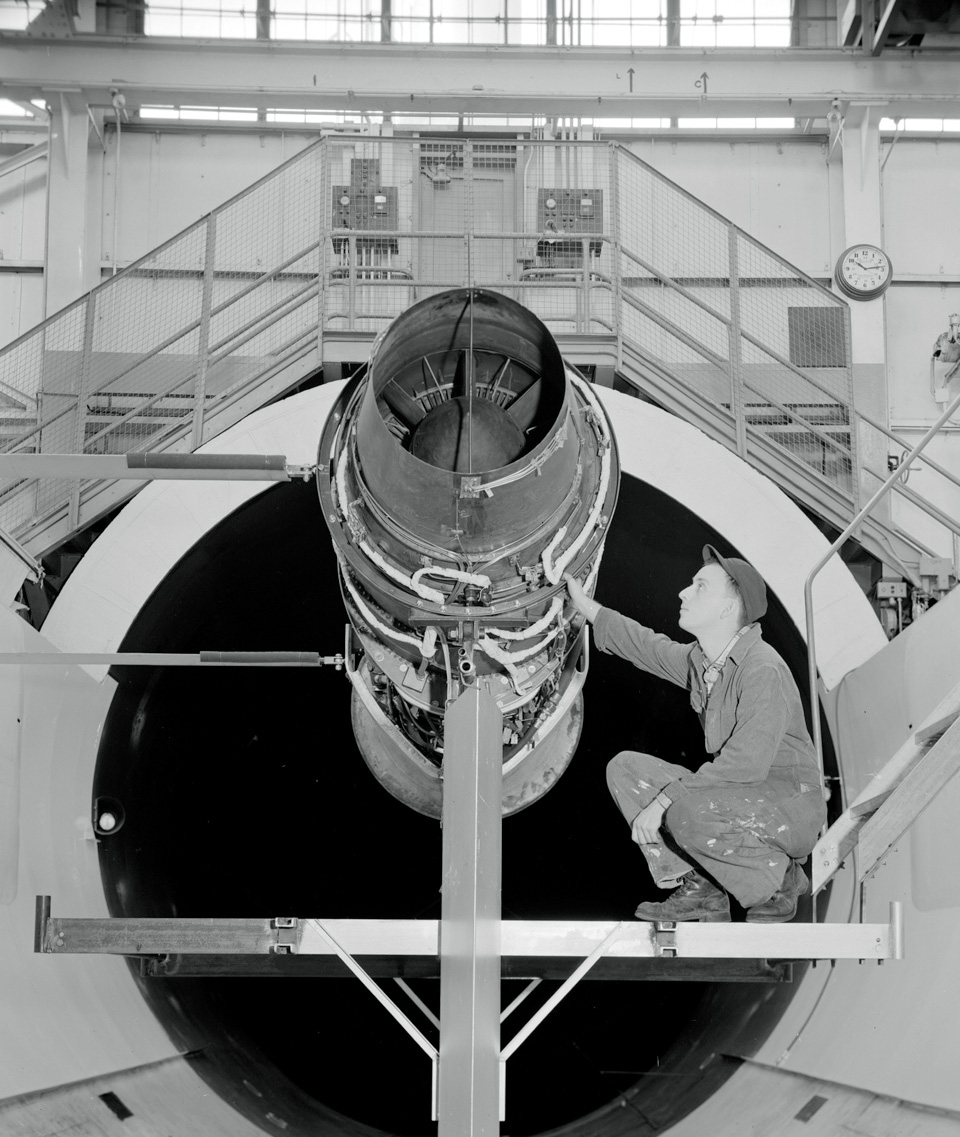
Un J57 au banc d'essai.

Le premier test au banc d'essai du J57, dans sa version finale, a lieu en janvier 1950. C'est un événement très médiatisé. Les ingénieurs de Boeing sont dans un premier temps incrédules, en voyant que la consommation de carburant est inférieure à celle du J47 beaucoup moins puissant. En parallèle, Westinghouse rencontre des problèmes insurmontables dans la mise au point de son J40. Le J57 devient le moteur choisi pour le B-52 de Boeing, aussi bien que pour le YB-60, projet concurrent de Convair.
Le prototype du B-52, désigné YB-52, fait son premier vol le 15 avril 1952, c'est aussi le premier vol pour le J57. Au cours des années suivantes, les vols inauguraux s'enchaînent pour les avions équipés de ce réacteur :
- North American F-100 Super Sabre (chasseur) le 25 mai 1953, qui s'offre même le luxe de passer le mur du son pendant son vol inaugural[23] ;
- Convair F-102 Delta Dagger (intercepteur), le 24 octobre 1953[24] ;
- Douglas A-3 Skywarrior (bombardier embarqué), le 16 septembre 1953 (un prototype pourvu de Westinghouse J40 avait volé fin 1952)[25] ;
- Douglas F4D Skyray (intercepteur), le 5 juin 1954[26] ;
- Boeing 367-80 (démonstrateur technologique), 15 juillet 1954[27] ;
- McDonnell F-101 Voodoo (chasseur biréacteur), le 19 septembre 1954[28] ;
- Vought F-8 Crusader (intercepteur embarqué), le 25 mars 1955[29] ;
- Lockheed U-2 (avion-espion), le 6 août 1955[30] ;
- Boeing KC-135 Stratotanker (ravitailleur), le 31 août 1956[31].

Le trophée Collier récompense en 1953 Leonard Hobb, chef du projet, pour le développement du J57.

### Industrialisation
L'industrialisation du J57 a demandé une quantité importante de matériaux stratégiques, en particulier de titane. Le J57 est, avec le Avon britannique contemporain, le premier réacteur à utiliser ce métal (qui offre de très bonnes résistances thermique et mécanique), principalement dans la fabrication du compresseur. Le programme J57 donne ainsi au titane une toute nouvelle importance stratégique. En 1956, la moitié de la production américaine de titane atteignant environ 12 700 t est utilisée pour la production des J57.
Un autre matériau stratégique dans le programme est le cobalt, rentrant dans la composition de l'alliage utilisé dans la turbine. À la fin des années 1970, alors que l'approvisionnement en cobalt est devenu très difficile, P&W utilise un nouvel alliage, sans cobalt, pour les turbines de remplacement.
L'USAF ayant besoin d'un grand nombre de J57, Pratt & Whitney ne peut pas répondre à la totalité de la demande. Un accord est signé avec le groupe Ford, qui possédait alors d'importantes activités dans l'aéronautique, pour produire le moteur sous licence dans son importante usine de Chicago. Cette même usine avait précédemment produit le R-4360. Les versions produites par Ford sont identifiables à la lettre F dans leur désignation (par exemple J57-F-23), là où celles produites chez Pratt & Whitney utilisent la lettre P.

## Caractéristiques

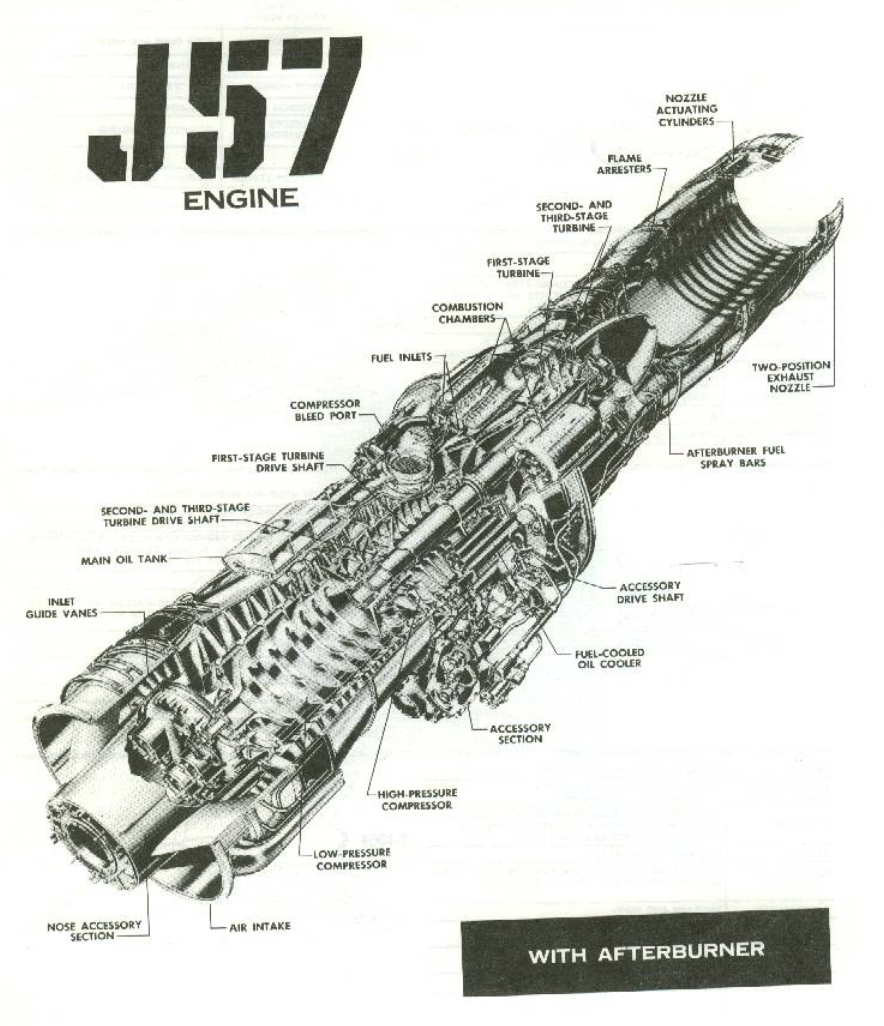
Vue générale du moteur, en version dotée de postcombustion.

Le J57 est un turboréacteur double-corps qui, afin de fournir une puissance supplémentaire, peut être équipé soit d'un système d'injection d'eau-méthanol (cas du Boeing B-52), soit d'une postcombustion (cas des avions de chasse). Lorsque le moteur tourne à pleine puissance, les éléments haute pression tournent à un régime de 9 600 tours par minute, tandis que les éléments basse pression tournent à 5 800 tours par minute.
Comparatif de deux versions du moteur Pratt & Whitney J57 :
| Donnée                           | J57-P-23                          | J57-P-43WB                               |
| -------------------------------- | --------------------------------- | ---------------------------------------- |
| Type                             | turboréacteur avec postcombustion | turboréacteur à injection d'eau-méthanol |
| Utilisation                      | Convair F-102 Delta Dagger        | Boeing B-52G Stratofortress              |
| Longueur                         | 6,20 m                            | 4,30 m                                   |
| Diamètre                         | 1,00 m                            | 0,90 m                                   |
| Masse                            | 2 347 kg                          | 1 757 kg                                 |
| Poussée maxi                     | 76,5 kN                           | 49,9 kN                                  |
| Taux de compression              | 11,5:1                            | 12,0:1                                   |
| Consommation à la puissance maxi | 214,2 kg/(h·kN)                   | 77,0 kg/(h·kN)                           |

### Compresseurs
L'air admis dans le moteur passe par deux compresseurs successifs. Le compresseur basse pression comporte neuf étages, et le compresseur haute pression, sept. Chaque étage comporte une partie fixe (stator) et une partie tournante (rotor). Selon les versions du J57, les compresseurs sont produits soit en acier inoxydable, soit en titane. Au niveau de la mer, avec une pression ambiante de 101 kPa, le compresseur BP porte l'air à une pression de 370 kPa et une température de 165 °C. Le compresseur HP porte ces chiffres à 1 150 kPa et 350 °C. Caractéristique du design « taille de guêpe », la réduction de la section du compresseur se fait en réduisant graduellement le diamètre extérieur, à diamètre intérieur constant.

### Chambres de combustion

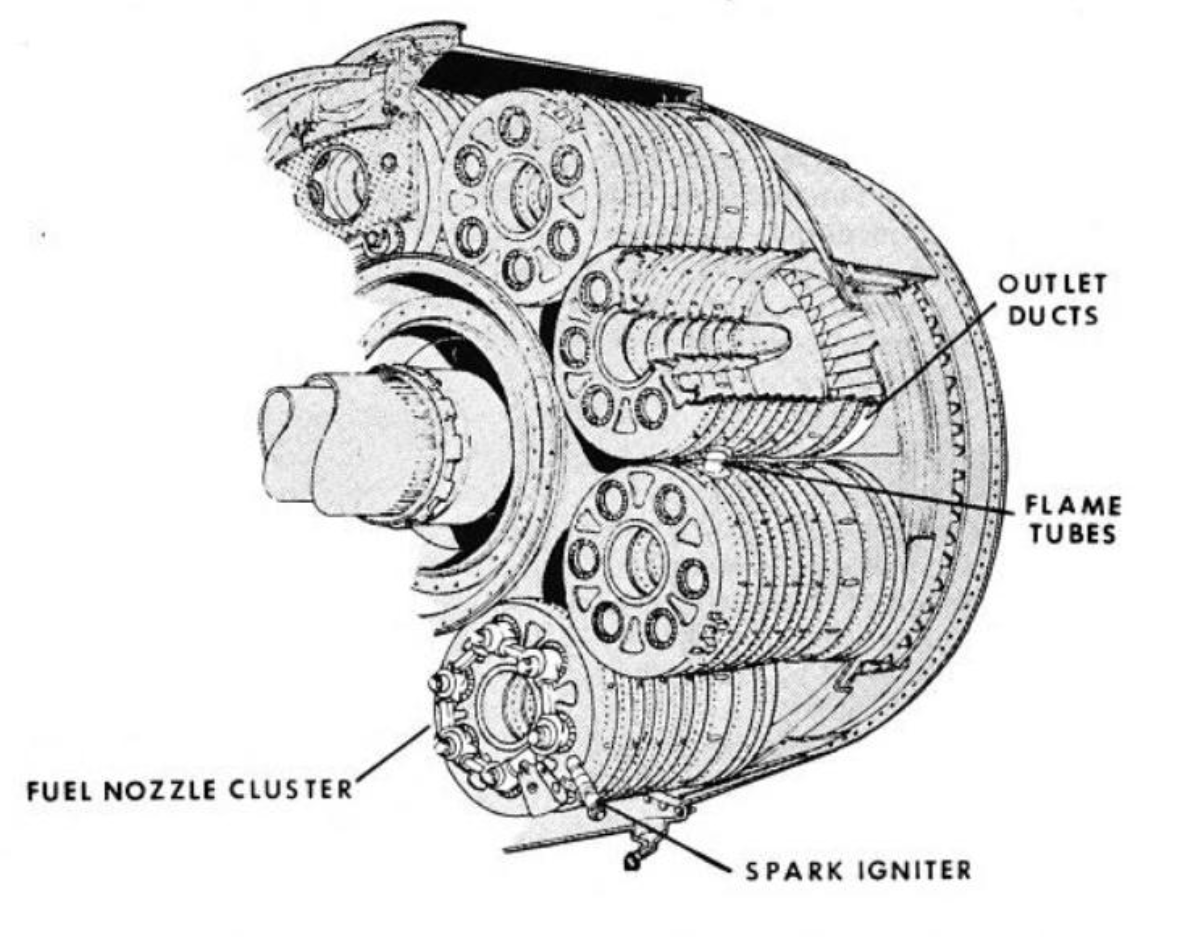
Chambre de combustion tubo-annulaire.

La configuration de la chambre de combustion est une innovation du J57. Les réacteurs de la génération précédente avaient plusieurs tubes à flamme complètement distincts. Sur le J57, la configuration est dite « tubo-annulaire », ou, en anglais « can-annular » : il y a huit têtes de tubes à flammes distincts, qui se rejoignent en une grande chambre annulaire avant la turbine haute pression. Cette géométrie peut être considérée comme transitoire : sur la plupart des réacteurs de la génération suivante, comme le CFM56, la chambre de combustion devient complètement annulaire.

### Turbines
La détente du gaz issu de la chambre de combustion se fait en deux étapes : d'abord la turbine haute pression à un seul étage (un rotor et un stator), reliée mécaniquement au compresseur haute pression, puis la turbine basse pression à deux étages. La température de l'air à l'admission de la turbine haute pression est de 850 °C. Cette température reste gérable par l'emploi de matériaux réfractaires, sans nécessiter de refroidissement actif. Les turbines refroidies (par circulation d'air dans les pales) font leur apparition dans les réacteurs de la génération suivante, vers 1960.

### Injection d'eau

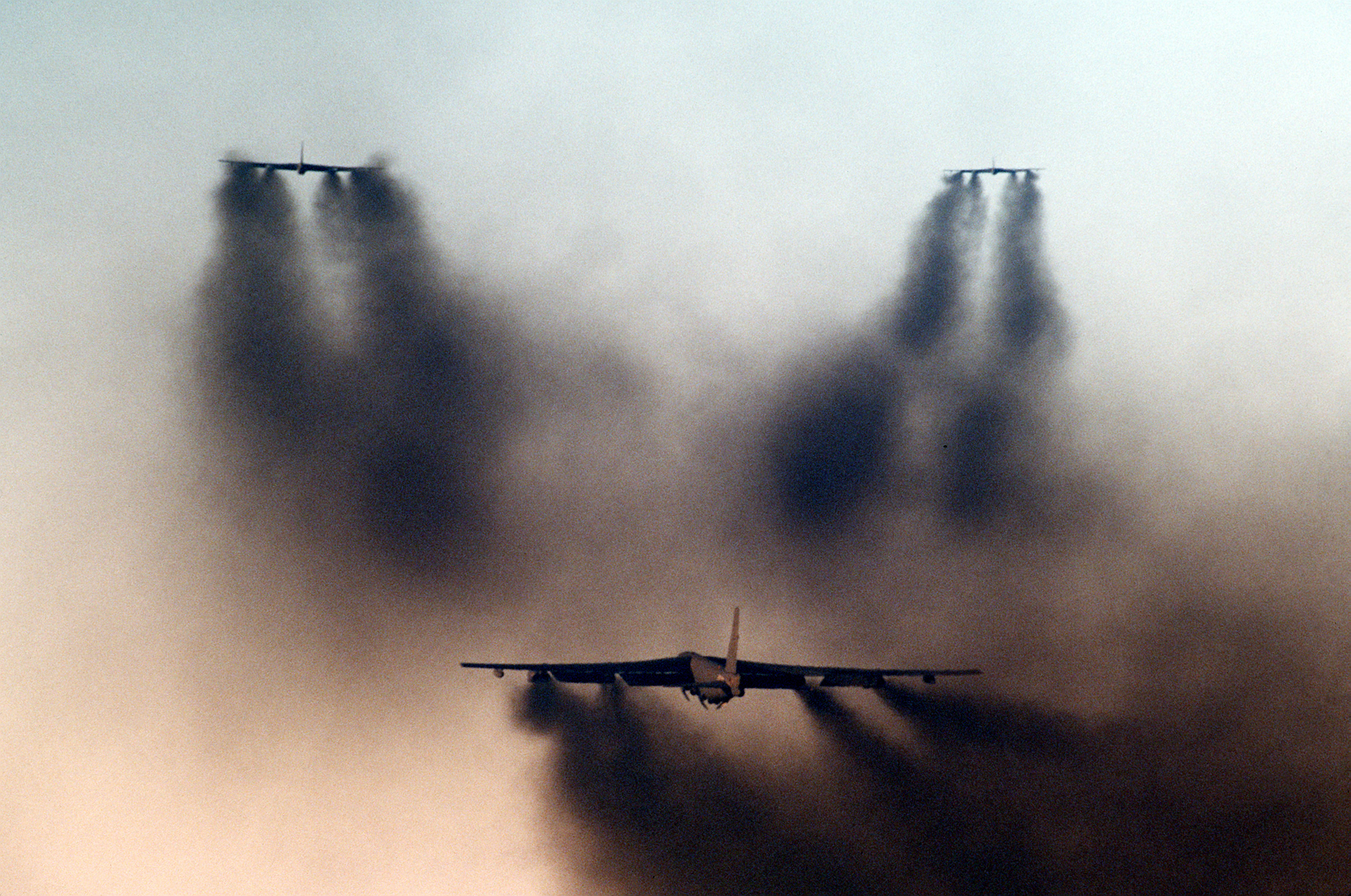
Décollage de trois B-52 avec injection d'eau.

Les versions du J57 destinées aux avions subsoniques (B-52, KC-135, 707 et DC-8 notamment) sont pourvues d'un système d'injection d'eau qui permet d'augmenter la poussée au décollage. Un B-52 emporte ainsi 1 363 litres d'eau. L'eau n'apporte aucune énergie chimique supplémentaire, et n'améliore aucunement le rendement du moteur. En s'évaporant, elle refroidit l'air dans le moteur (soustrayant sa chaleur latente), ce qui permet d'injecter plus de carburant sans que le moteur ne surchauffe, la température de l'air à l'admission de la turbine étant le facteur limitant. Par ailleurs, la vapeur s'ajoute à la masse éjectée. Dans le cas du J57, l'injection d'eau se fait par brumisation en partie à l'avant du moteur, avant les compresseurs, en partie directement dans la chambre de combustion. Elle est surtout utilisée quand la température extérieure est élevée. Cette technique a été abandonnée quand les réacteurs ont gagné en puissance, notamment parce qu'elle produisait énormément de bruit, et de fumée (hydrocarbures imbrûlés).

### Canal de post-combustion
Sur les versions pour avions supersoniques, le moteur se prolonge par un canal de post-combustion, ou réchauffe. Le principe de ce dispositif est d'injecter du carburant supplémentaire après l'échappement des turbines, pour ré-augmenter la température, et donc accélérer le flux de gaz, ce qui augmente la poussée. Cette méthode souffre cependant d'une efficacité énergétique très mauvaise : un J57 augmente ainsi d'environ 57 % sa poussée au niveau de la mer (passant de 47 à 71 kN), mais, pour obtenir ce résultat, le débit de carburant quadruple presque, passant de 32 250  à   127 000 L/h.

### Auxiliaires

#### Prélèvement d'air
Le prélèvement d'air moteur consiste à extraire du moteur, en amont de la chambre de combustion, une petite partie du flux d'air. Cet air comprimé est utilisé en d'autres points du moteur (notamment, sur le J57, pour le refroidissement de la chambre de combustion), pour démarrer un autre moteur, et pour les besoins de l'avion, notamment le dégivrage des ailes, le système de pressurisation de la cabine et l'activation des inverseurs de poussée. Sur le J57, de l'air est prélevé en trois points : après le 9e, le 12e et le 16e (dernier) étages du compresseur, ce qui permet de disposer d'air à trois niveaux de pression différents, pour les différents besoins.

#### Boitier d'entrainement des accessoires
Le boîtier d'entraînement des accessoires est accolé au réacteur, à hauteur du compresseur HP. Il est relié au corps haute pression par un arbre et entraîne, via une démultiplication mécanique, l'ensemble des accessoires : pompes à carburant, pompes à huile, et générateur électrique.

#### Lubrification et refroidissement
Le J57 est à carter sec, ce qui signifie que l'huile de lubrification est contenue dans un système de réservoirs séparé et non par le carter du moteur. Les deux arbres sont soutenus par six roulements à billes, qui sont placés dans des compartiments remplis d'huile. Un autre compartiment existe pour l'arbre d'entrainement des accessoires. Une pompe à engrenages fait circuler l'huile dans tout le réseau. L'huile sous pression, sortant de la pompe, traverse des filtres avant d'être injectée dans les différents compartiments. Elle en est extraite par dix petites pompes de récupération, qui l'envoient dans le circuit retour. Là, l'huile passe par un échangeur de chaleur huile/carburant. Celui-ci a deux fonctions : il refroidit l'huile (donc, indirectement, les roulements), tout en préchauffant le carburant, ce qui réduit sa viscosité et permet une meilleure pulvérisation dans la chambre de combustion. Le réseau d'huile comporte aussi des vannes de régulation et un désaérateur.

#### Démarrage

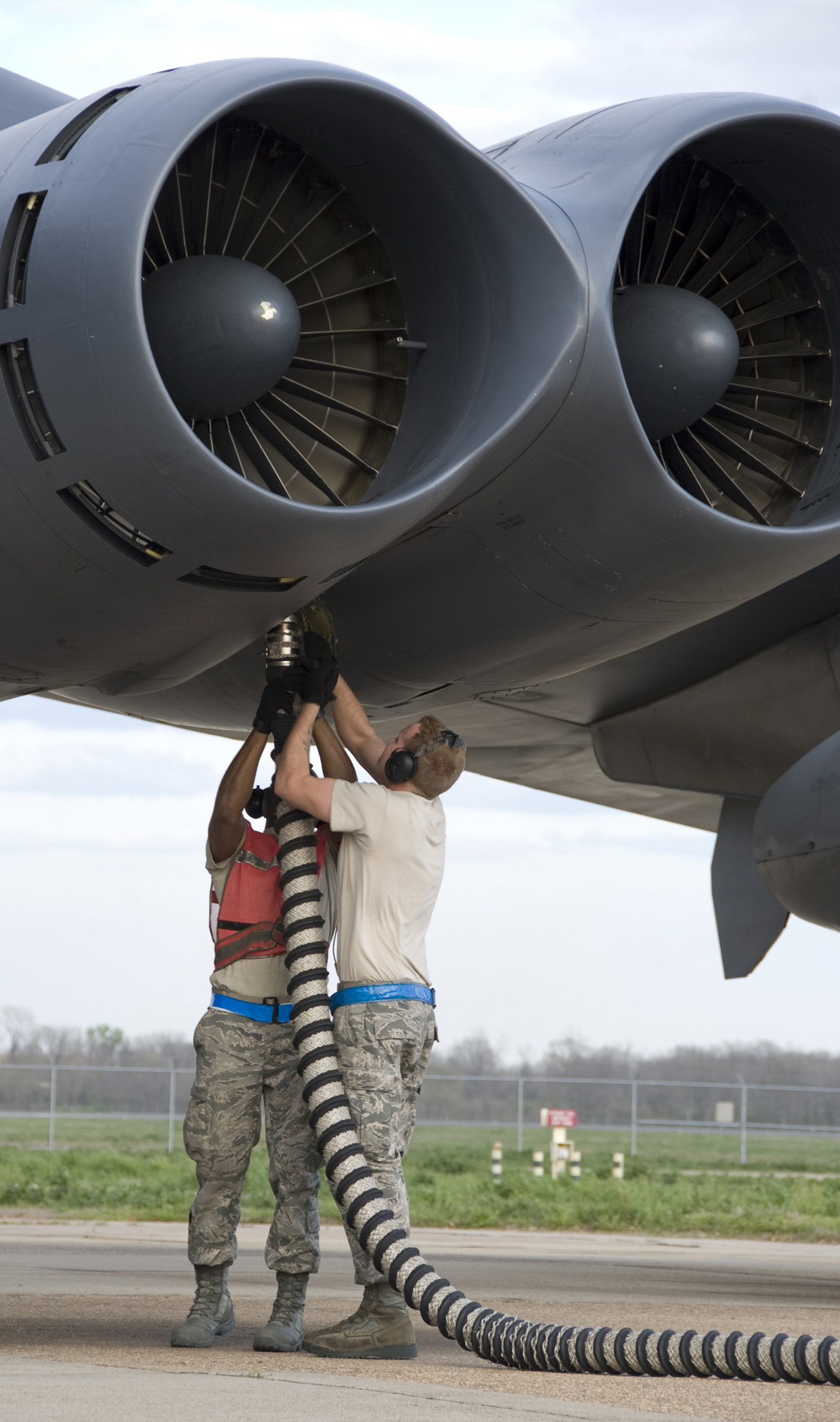
Tuyau alimentant en air comprimé le démarrage d'un moteur d'un B52.

Le démarrage du J57 fait appel à de l'air comprimé. Sur un appareil mono-réacteur, comme le Super Sabre, l'air est fourni par un compresseur au sol, monté sur un charriot. Sur les multimoteurs, cette procédure est utilisée pour démarrer un premier moteur (deux dans le cas du B-52), qui à son tour fournit l'air comprimé pour démarrer les autres. Contrairement à d'autres réacteurs, sur lesquels l'air fourni par un compresseur externe est directement envoyé dans les turbines pour les mettre en rotation (un principe souvent appelé windmilling), sur le J57, il y a une turbine pneumatique auxiliaire de démarrage, d'environ 140 CV, qui met en rotation l'arbre HP. Quand celui-ci atteint une vitesse de l'ordre de 2 000 tr/min, le flux d'air est suffisant pour permettre la mise à feu du moteur.
Sur le B-52, en cas de nécessité, les moteurs 2 et 8 peuvent être démarrés grâce à des charges de poudre noire, dont le dégagement gazeux actionne la turbine auxiliaire en lieu et place de l'air comprimé. Une fois ces deux moteurs lancés, leur prélèvement d'air sert à démarrer les autres. Cette solution dangereuse est utilisée le moins souvent possible.
Une méthode de démarrage alternative proposée sur le 707 permet de se passer d'équipements au sol. Il s'agit d'un démarreur autonome, fourni par Hamilton Standard. Il possède un réservoir d'air comprimé. Pour mettre en route le moteur 1, l'air comprimé venant du réservoir est mélangé avec du carburant et mis à feu, ce qui produit un flux de gaz suffisant pour actionner la turbine qui, à son tour, met en route le J57.

## Applications militaires
Le J57 a été produit à 21 170 exemplaires de plusieurs versions successives (dont une version civile JT3), entre 1951 et 1965.

### Dans l'US Air Force
Le principal utilisateur du moteur est l'United States Air Force.
En matière d'avions de chasse, le J57 équipe trois des six appareils connus collectivement sous le nom de Century Series Fighters, c'est-à-dire la première génération des chasseurs supersoniques :
- North American F-100 Super Sabre (1 réacteur) ;
- McDonnell F-101 Voodoo (2 réacteurs) ;
- Convair F-102 Delta Dagger (1 réacteur).

Deux autres de ces avions, le Republic F-105 Thunderchief, et le Convair F-106 Delta Dart, utilisent le J75, moteur extrapolé du J57.
Outre les chasseurs, l'USAF utilise le J57 sur les avions suivants :
- Boeing B-52 Stratofortress A à G (8 réacteurs) ;
- Martin B-57 Canberra, versions D et E (2 réacteurs) ;
- Lockheed U-2 (1 réacteur) ;
- Boeing C-135 Stratolifter et dérivés (4 réacteurs).

Le J57 propulse aussi le SM-62 Snark, seul missile de croisière intercontinental utilisé dans l'USAF, qui est admis en service comme arme de dissuasion nucléaire en 1960, mais dont la carrière opérationnelle ne dure qu'une année.
La moteur J57 est utilisé pendant plus de quatre décennies dans l'US Air Force. À partir de 1969, toute la maintenance des J57 est assurée à la Tinker Air Force Base (Oklahoma). Les derniers avions en service avec ce moteur sont les KC-135Q (version du ravitailleur KC-135 dédiée spécifiquement à ravitailler le SR-71), le dernier J57 n'est retiré du service qu'en septembre 1995.
| Date         | Total moteurs | dont P&W J57 |
| ------------ | ------------- | ------------ |
| Janvier 1957 | 118964        | 6182         |
| Janvier 1958 | 108253        | 10260        |
| Janvier 1959 | 98739         | 13450        |

| 1951 | 1952 | 1953 | 1954 | 1955 | 1956 | 1957 | 1958 | 1959 | 1960 |
| ---- | ---- | ---- | ---- | ---- | ---- | ---- | ---- | ---- | ---- |
| 16   | 75   | 113  | 739  | 1918 | 3876 | 5391 | 4000 | 1957 | 565  |

|                                             |
| Remplacement d'un J57 sur un B-52D en 1984. |

|                                       |
| Un KC-135A ravitaille un Super Sabre. |

|                                              |
| Révision d'un J57 monté sur un Stratotanker. |

|                          |
| Century Series Fighters. |

### Dans l'US Navy
Trois avions utilisant le J57 (dont un biréacteur) ont été déployés sur les porte-avions de l'US Navy.
Le premier, chronologiquement, est le Douglas F4D Skyray, qui vole en 1951 pour être mis en service en 1956. C'est le premier chasseur supersonique dans l'US Navy, mais sa carrière opérationnelle est très courte.
Le biréacteur Douglas A3D Skywarrior, dont le premier vol date de 1952. Il est conçu comme bombardier à capacité nucléaire. C'est, pendant nombre d'années, le plus gros avion embarqué en service, ce qui lui vaut d'être surnommé « The Whale » (« la baleine ») par les équipages de la Navy. Outre son rôle original, cet avion trouve plusieurs applications : bombardement conventionnel, largage de mines marines, guerre électronique, reconnaissance, et ravitaillement en vol. Le A-3 joue un rôle important pendant la guerre du Vietnam et reste en service jusqu'en 1991.
Le Vought F-8 Crusader est un intercepteur, testé en vol à partir de 1955 et mis en service en 1957. Le F-8 assure la protection de la flotte américaine pendant la guerre du Vietnam et quelques exemplaires sont en service jusqu'en 1987.
| avion supersonique, sans plan stabilisateur, volant au-dessus de la mer. |
| F4D Skyray.                                                              |

| schéma noir et blanc, avion biréacteur à aile haute. |
| Ecorché du EA-3B Skywarrior.                         |

| photo noir et blanc, ravitaillement en vol au-dessus de la mer     |
| Crusader ravitaillé par un skywarrior (les deux utilisent le J57). |

### À l'export
Le J57 a été employé dans les forces armées étrangères clientes de ces différents avions :
- Super Sabre : exporté en France, au Danemark, à Taiwan et en Turquie[63] ;
- Delta Dagger : Grèce et Turquie[64] ;
- Crusader : utilisé par la France (dans l'aéronavale) et par les Philippines (avions d'occasion)[65] ;
- Voodoo : Appareil d'occasion, modifié, déployé par le Canada (CF-101)[66].

## Applications civiles

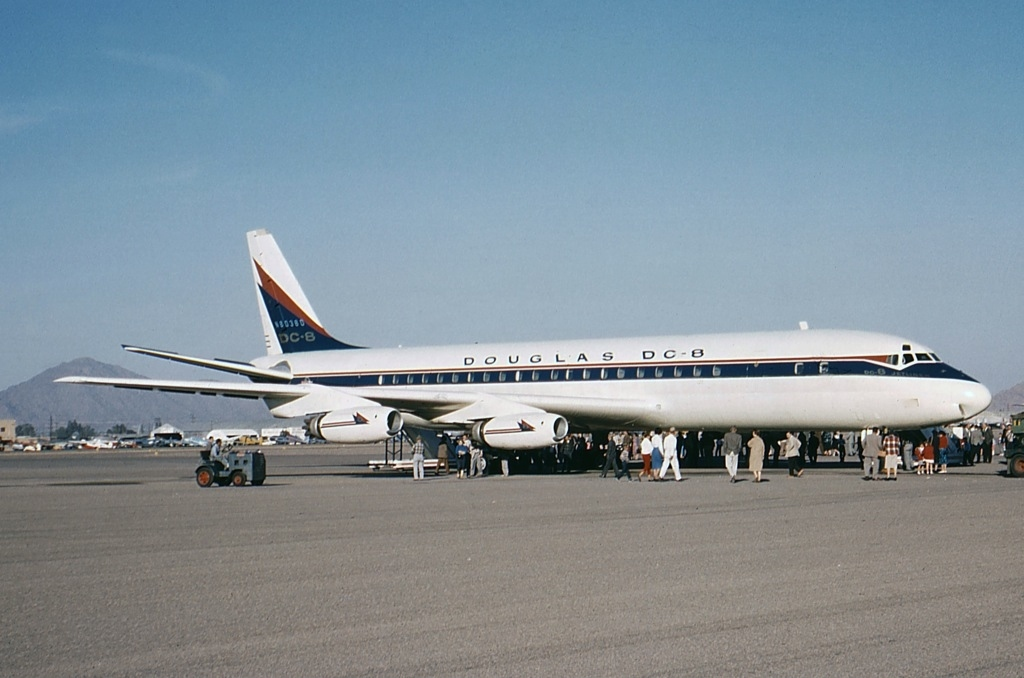
Un DC-8 de première génération, à moteurs JT3C.

Le prototype « Dash 80 » de Boeing, qui est à l'origine aussi bien du Boeing 707 civil que de la lignée des ravitailleurs KC-135, vole pour la première fois le 15 juillet 1954 avec des moteurs J57 dans une version à injection d'eau, très proche de celle trouvée sur le B-52. Les premiers Boeing 707 de série, les 707-120, sont livrés à partir de 1957 avec des JT3C-6, une version légèrement différente du J57. L'injection d'eau est utilisée en routine pour des décollages en service commercial. Le Boeing 720, version simplifiée du 707 destinée principalement aux vols intérieurs américains, utilise aussi le JT3C. Mais, très rapidement, des 707 dotés de moteurs à double flux sont disponibles : les premiers exemplaires équipés Rolls-Royce Conway sont livrés en 1960, suivis l'année suivante de modèles avec le JT3D. Ces moteurs sont plus économes et plus silencieux, de plus, ils offrent une réserve de puissance qui permet de se passer de l'injection d'eau, ils sont rapidement choisis par tous les clients, et les premiers avions livrés avec des J57 sont convertis. Il en va de même pour le concurrent direct du 707, le Douglas DC-8, dont la première version utilise aussi le J57 (puis le J75). À l'inverse du monde militaire, le J57 a donc connu une carrière assez courte dans l'aviation civile.

## Moteurs basés sur le J57

### Le J52, version réduite

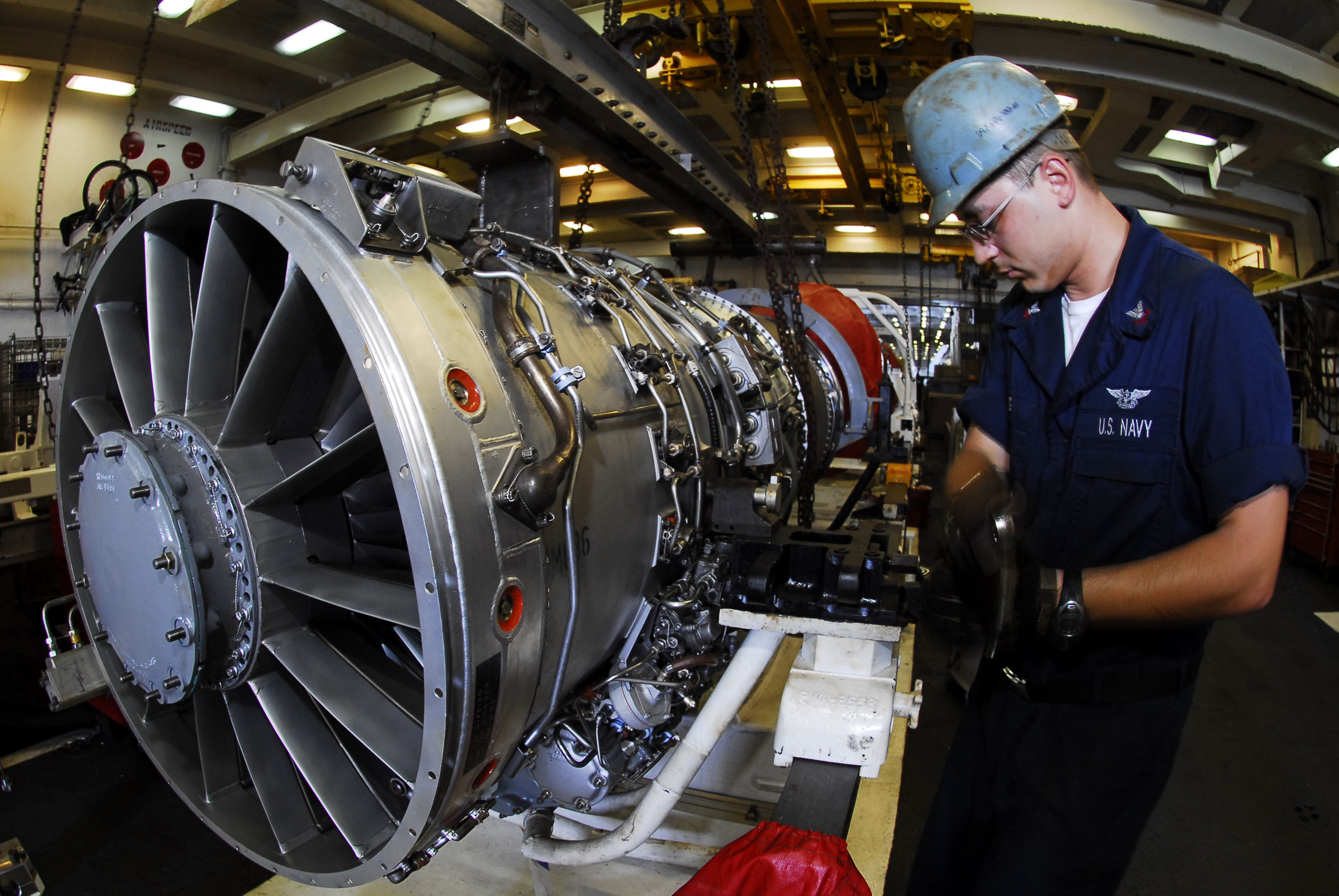
Maintenance d'un J52 à bord d'un porte-avion.

Le J52 (désignation militaire) ou JT8A (désignation constructeur), conçue pour les besoins de l'aéronavale américaine, est une version réduite du J57, reprenant la même architecture à une échelle légèrement plus petite. Il équipe notamment le Douglas A-4 Skyhawk (avion d'attaque embarqué léger), Grumman A-6 Intruder (avion d'attaque plus lourd, biréacteur), et Grumman EA-6 Prowler (guerre électronique). Il sert aussi au missile de croisière AGM-28 Hound Dog.

### Le J75, version agrandie
La J75 (désignation militaire) ou JT4A (désignation constructeur), est, à l'inverse, un réacteur plus grand basé sur le J57. Le diamètre du premier étage du compresseur passe de 99 à 109 cm. Le J75 est approximativement 50 % plus puissant que le J57, avec des poussées de l'ordre de 75 kN sans post-combustion et 110 kN avec. Ce moteur équipe notamment deux des premiers chasseurs bisoniques, le Republic F-105 Thunderchief et le Convair F-106 Delta Dart.
Brièvement, ces moteurs sont aussi utilisés sur des avions de ligne, en remplacement du J57 certaines versions du 707 (707-220, 707-320) et du DC-8 (DC-8-20, DC-8-30). Consommant énormément de carburant, ils sont vite remplacés par des moteurs à double flux.

### Le JT3D à double flux

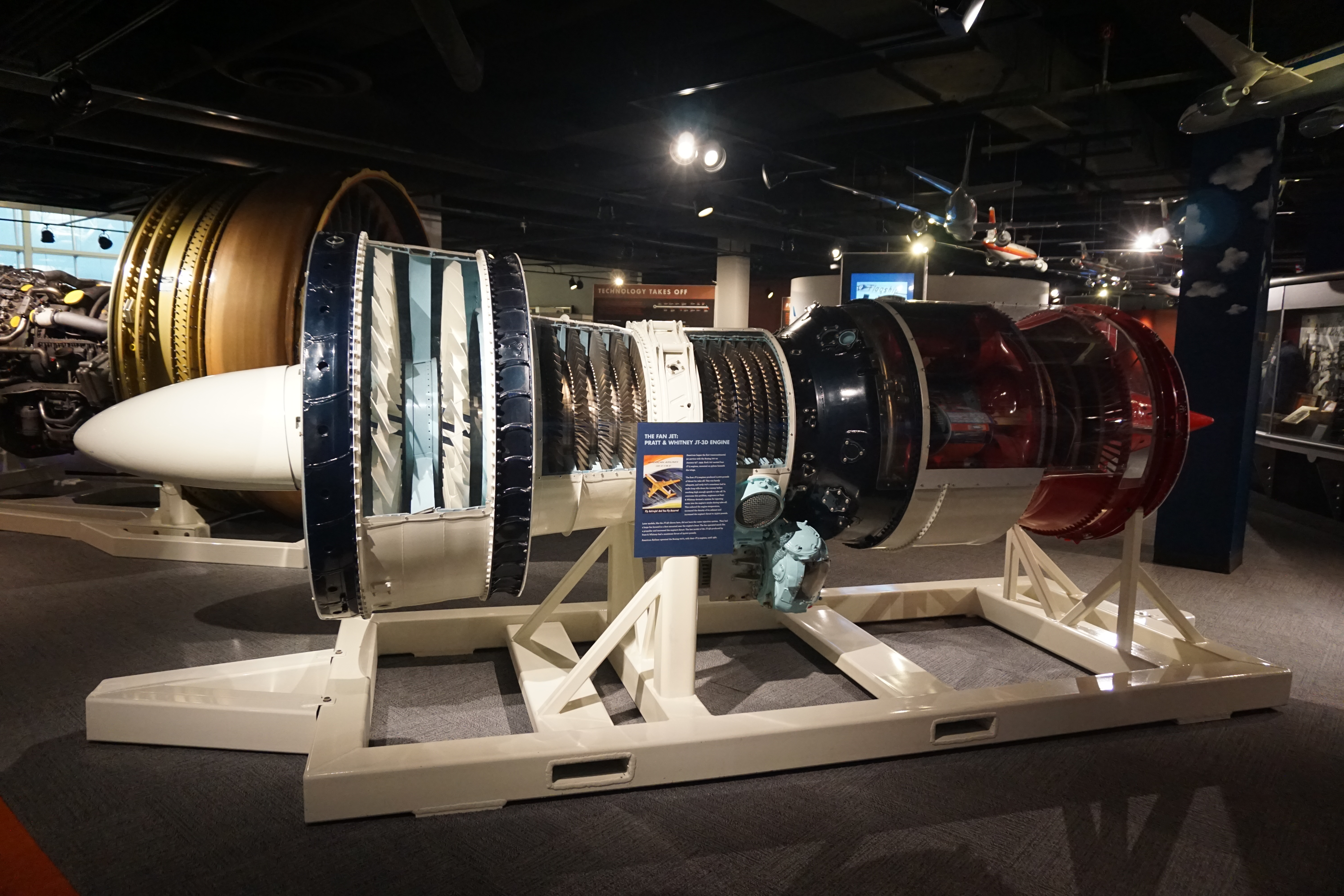
Un JT3D en exposition.

Principe d'un turboréacteur à double flux à double corps et faible dilution.

Au milieu des années 1950, la direction de Pratt & Whitney ne croit pas aux avantages d'un turboréacteur à double flux et pense que les JT3 et JT4 conviennent parfaitement aux avions long-courriers. Ces avantages sont encore théoriques à l'époque (et mis en équations dès 1930 par Frank Whittle). Néanmoins, la concurrence l'oblige bientôt à réviser cette position. Le Rolls-Royce Conway commence ses essais au banc en 1953. C'est un réacteur à double corps, dans lequel le flux d'air est séparé en deux après le compresseur basse pression, une partie contournant le coeur du réacteur et formant le flux froid. De son côté, General Electric développe son CJ-805-23, une version du J79 à soufflante arrière : en ajoutant une soufflante et une turbine à l'arrière du moteur, le réacteur simple flux est réutilisé pratiquement sans modification. Ces deux moteurs montrent un net avantage en matière de consommation et de niveau de bruit et attirent l'attention des constructeurs et des compagnies aériennes, et Pratt & Whitney décide de construire son propre réacteur à double flux, sur la base du J57.
Le JT3D est un des tout premiers réacteurs à double flux admis en service civil régulier. Les trois premiers étages du compresseur basse pression sont remplacés par une soufflante à deux étages, d'un diamètre nettement supérieur (130 cm), ce qui permet de doubler approximativement le volume d'air admis, la moitié constituant le flux froid. Cette soufflante a été conçue à partir des deux premiers étages du compresseur du J91, un prototype de moteur destiné aux bombardiers supersoniques. D'autre part, côté turbine, un troisième étage est ajouté à la turbine basse pression afin de prélever plus d'énergie au flux chaud. Ainsi, le nouveau moteur réutilise trois quarts des pièces du J57. Le programme est mené à une vitesse remarquable : le développement du JT3D est lancé début 1957, et le moteur est en service régulier en 1961. Il est même possible de modifier des JT3C existants en JT3D, Pratt & Whitney fournissant un kit de transformation. Les JT3D sont les moteurs les plus vendus, au cours des années 1960, sur les Boeing 707 et Douglas DC-8. Ils équipent aussi, côté militaire, le Lockheed C-141 Starlifter.

### Le JT8D, évolution parallèle au JT3D
Des modifications très similaires ont ensuite été appliquées au « petit frère » du J57, le J52, donnant naissance au JT8D. Le JT8D est le réacteur civil le plus courant dans les années 1960, équipant les 727 et 737, le DC-9 et la deuxième génération de Caravelle. Le moteur évolue dans les années 80 avec la génération -200, qui rejoint les niveaux de poussée du JT3D. Ce n'est qu'en 2020 que s'arrête la carrière du JT8D dans les grandes compagnies aériennes, avec le retrait des derniers MD-88 de Delta Air Lines. 14750 exemplaires sont produits au total. Il est aussi à l'origine du Volvo RM8, moteur du chasseur suédois Saab 37 Viggen.
Le projet d'un « JT4D », c'est-à-dire l'application de modifications similaires à celles du JT3D et du JT8D sur la base du J75/JT4A, fut évoqué vers 1960.

### Version terrestre (centrales électriques)
Fin 1960 est livrée la première centrale électrique équipée de turbines FT3, c'est-à-dire de la version du J57 destinée aux applications terrestres. Dans cette configuration, un J57 (ou parfois plusieurs montés en fuseau) est utilisé sans modifications importantes comme générateur de gaz, entrainant une turbine libre (c'est-à-dire mécaniquement indépendante des compresseurs) qui entraine la génératrice électrique. Une FT3 peut fournir environ 10 MW de puissance utile. L'application typique de cette turbine se trouve dans les centrales électriques répondant aux pointes de demande, et fonctionnant au gaz naturel. Le fait d'utiliser une turbine produite par milliers permet au secteur électrique de bénéficier d'économies d'échelle : ces turbines coûtent moins cher à fabriquer et à entretenir que des turbines produites spécifiquement, en plus petites séries, pour les centrales électriques. Elles bénéficient aussi d'une plus large disponibilité de pièces détachées et de techniciens habitués à leur maintenance,.

### Le turbopropulseur XT57

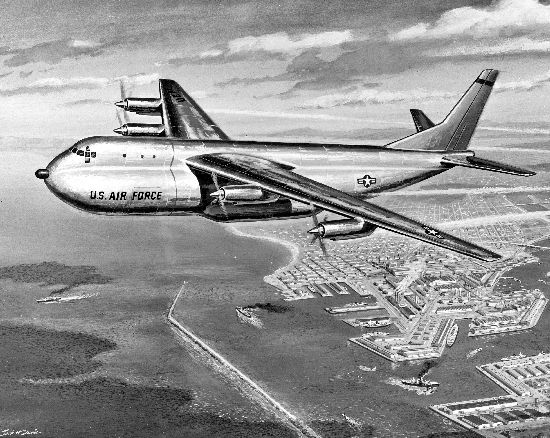
Le projet XC-132.

Le projet d'un turbopropulseur de très grande puissance, abandonné pour les bombardiers, revient dans le cadre du projet Douglas XC-132, concernant un très gros avion-cargo militaire. Il s'agit d'un turbopropulseur reprenant les parties intérieures du J57, couplées à un réducteur et une hélice à quatre pales. Le moteur fournit 15 000 CV, ainsi qu'une importante poussée résiduelle de 22 kN. Le moteur vole à partir de 1956, monté dans le nez d'un Douglas C-124 Globemaster II et les essais en vol sont plutôt positifs. Le développement du XC-132, et avec lui celui du XT57, est cependant abandonné en 1957.